# 震生湖

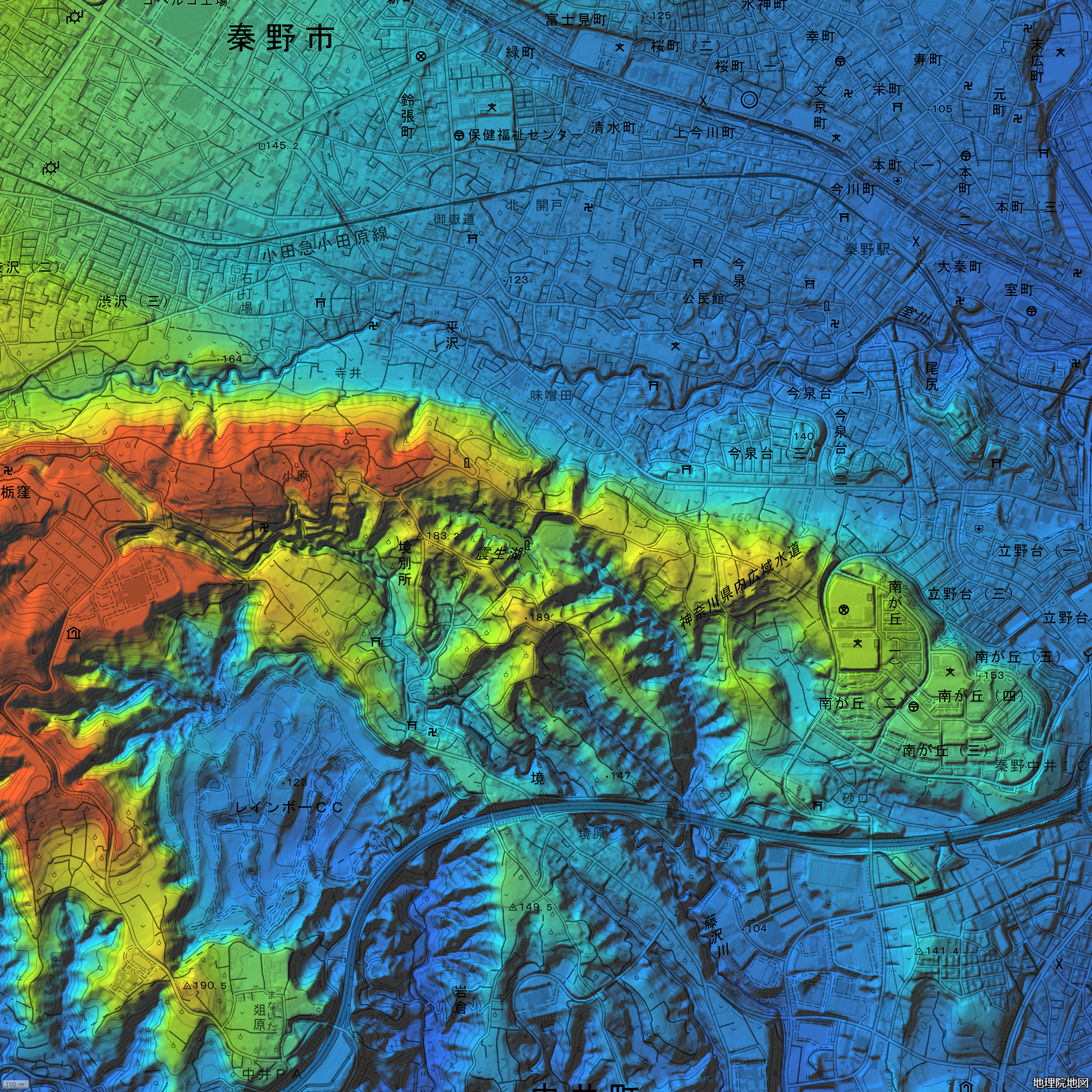
震生湖周辺の地形（標高図）湖の東側に崩落による小さな平地があり、東方向につながる谷地を堰き止めた形がわかる

震生湖（しんせいこ）は、大磯丘陵北部にあり、神奈川県の秦野市と足柄上郡中井町にまたがる堰止湖。1923年（大正12年）に関東大震災の揺れによって小さな沢の斜面に地滑りが生じ、流れをせき止めたところに水が溜まって形成された。国の登録記念物。

## 概要
面積は13,000 m2、周囲約1,000m、水深は平均4m、最大10m。流入河川・流出河川ともに存在せず、地下水脈で周囲の水系とつながっている。現在生息している魚などは人工的に放流されたものである。

## 湖の形成
1923年（大正12年）9月1日、大正関東地震（関東大震災）が発生した。沈み込んだフィリピン海プレートは震生湖の直下10km未満と推定され、震央の位置には複数の説があるがその中の1つの説によると、震生湖の位置から北に7km程度の距離に震央があったとも考えられており、その揺れはプレート境界付近の非常に強いものであったとみられる。現在の震生湖となる南秦野村（現・秦野市）市木沢では地震動によって谷の北側斜面が200mにわたって大規模に崩落した。その土砂が沢の最上流部をせき止め、その川筋と窪地がやがて震生湖となった。
滑りを生じた土壌は約6万6千年前の箱根火山の噴火における噴出物が堆積した東京軽石層とされ、風化が進行し粘土状鉱物のハロイサイトに変化した面が滑面となった。斜面が崩壊した跡は現在の湖東側の絶壁（現在の湖畔駐車場に下りる道路付近）として残っている。震災当時の崩落地や堰止地（現在のソーラーパネル発電所、私有地）が現在でも確認でき、崩落した土砂の地表面が整地されている以外はほとんどそのまま残っているほか、沢の下流など近くに露頭があり容易に地層が観察できることから、地震学や地質学の研究対象になっている。
湖が形成された当初は西と東の二つの湖に分かれていたが、現在では一つの湖である。太鼓橋が架橋されているくびれ部分を境にして、西側部分を主湖盆、東側部分を副湖盆と区別される。

## 近隣地域における崩落
関東大震災では震生湖を生じさせた地すべり以外にも近隣地域で崩落が発生している。
- 震生湖から北の稜線を挟んで300m程の位置にある峰坂でも道路の崩壊があった。直前の目撃情報を元に、下校中に行方不明となった小学生2名が巻き込まれたと見られるが、地元住民や消防団の捜索でも手がかりすら見つからなかった。湖の入口（バス停「震生湖」前）には供養塔が建立されている[8][3][10][11]。

- 丹沢山地では全山の20%の面積にあたる約6,000haが新規に崩壊したとされ、丹沢を源流とする河川ではその土砂が下流に流れ、酒匂川水系や金目川水系、相模川水系で流域に大きな被害を出した[12]。中津川では流れ込んだ土砂で川床が8m上昇した[13]。

## 歴史
- 1923年（大正12年）9月1日 - 関東大震災により市木沢南斜面に地滑りが発生し、陥没地ができる。後に水が溜まり陥没池と呼ばれる[4]。
- 1923年（大正12年）秋 - コイ・フナ・金魚など数千尾の魚が篤志家により放流される[8]。
- 1924年（大正13年）頃 - 地元有志により「震生湖」と命名される[4]。
- 1925年（大正14年）11月14日 - 陸軍近衛師団演習に参列した閑院宮春仁親王が震生湖を訪れる[4]。
- 1928年（昭和3年） - 実弾射撃場開設[4]。
- 1930年（昭和5年）9月7日、12日 - 東京帝国大学の寺田寅彦が測量調査[14][15]。
- 1955年（昭和30年）9月1日 - 湖畔に寺田寅彦の句碑を設置[8]。
- 1956年（昭和31年）5月 - 貸しボート設置[4]。
- 1961年（昭和36年） - 福寿弁財天が創建される[16]。
- 1966年（昭和41年） - 東海大学海洋学研究会が調査[4]。
- 1969年（昭和44年） - 秦野市の観光開発計画の対象となるが、着工を前にして計画地にゴルフ練習場が造営され実現せず[17]。
- 1973年（昭和45年）
  - 10月 - 神奈川県淡水魚増殖試験場が水質調査[17]。
  - 12月 - 秦野市観光協会がコイやフナを1万匹放流[17]。
- 1974年（昭和49年） - 福寿弁財天の現在の像が製作される[4]。
- 1985年（昭和60年） - ボランティアによって野外ステージ建設[17]。
- 1987年（昭和62年） - 震生湖まつりが初めて開催される[17]。
- 2017年（平成29年） - 京都大学の千木良雅弘らが調査[6]。
- 2018年度（平成30年度） - 秦野市が湖畔の用地を地権者から取得し売店・貸しボート・桟橋を撤去[18][19]。
- 2021年（令和3年）3月26日 - 国の登録記念物に指定。「関東大震災によって誕生した現存する堰止湖として地球変化の規模の大きさを伝える意義深い例で貴重な資料」と評された[2]。
- 2023年（令和5年） - 関東大震災100周年に際して神奈川県が震災遺構30か所の1つに指定[20]。

## 名前の由来
震生湖の名称は、1924年（大正13年）頃に地元の有志が名付けたとされている。秦野市の調査では複数の証言がありはっきりしないが、個人が命名して付近の掲示板に貼紙をした、あるいは近隣の今泉地区で震生湖を活用するために結成された共楽会という組織で決められたとも言われている。調査に訪れた東京帝国大学地震研究所の寺田寅彦が名付けたとする文献もあるが、寺田が調査に来たのは1930年であり、誤った俗説である。1926年発行の「自治公論」や、1928年発行の「神奈川県中郡南秦野村郷土誌」には既に震生湖という呼び名で記録が残っている。

## 観光利用
湖を含む一帯は震生湖公園として整備され、散策道により湖の周囲を一周できる。休日には観光客で賑わいハイキングや釣りの名所として親しまれている。自然豊かで春にはスイセンやソメイヨシノが、秋には紅葉が楽しめ、花の名所としても知られる。観光客数はピークだった2016年度（平成28年度）が24.5万人、2023年度（令和5年度）は5.4万人。

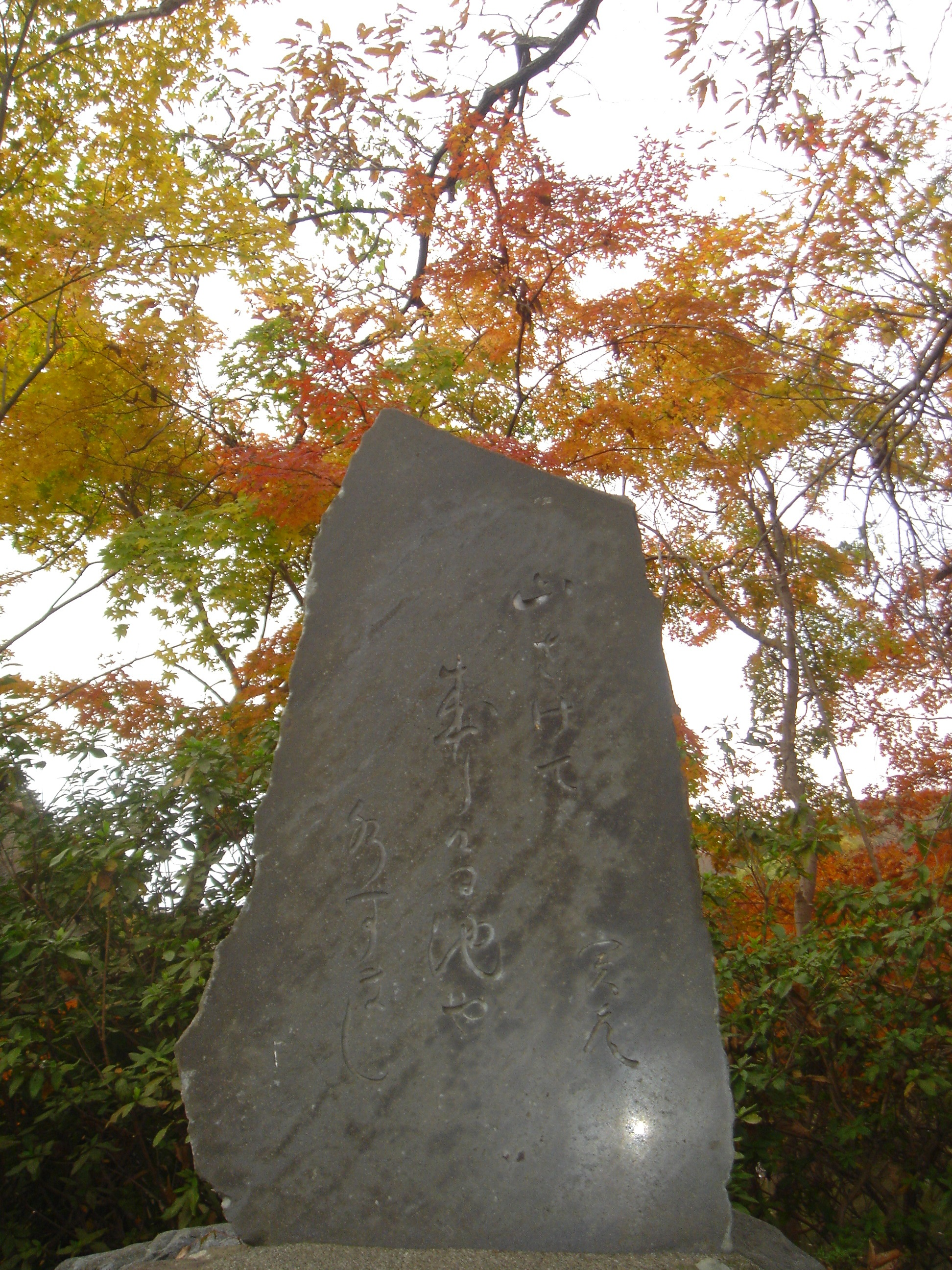
湖畔の寺田寅彦歌碑

湖畔には、寺田寅彦が調査に訪れた際に詠んだ「山さけて成しける池や水すまし」の句碑が建っている。
駐車場は秦野市側がバス停近くの道路沿いと湖畔の2か所、中井町側に1か所ある。湖畔の駐車場は、以前は一般企業の所有する私道を経由する必要があり地権者が私道を通行止めにするなどトラブルが発生したが、私道を地権者が市に寄付することで和解した。
散策道の一部として震生湖を横断する太鼓橋は正確な設置時期不明ながら、1966年（昭和41年）10月の資料には存在が確認されている。橋の所在地は中井町であるが、証言から秦野市側によって設置されたとされる。老朽化が見られることから2025年（令和7年）3月までに秦野市主体の事業として架け替えが予定されており、名称は公募される。

## 水質
流入河川が無いため工場排水や家庭排水の影響は受けない。1980年代の調査で、雨水（大気）由来のトルエン、ベンゼン、アセトン、四塩化炭素などの揮発性有機化合物が検出されたと報告されている。震生湖には湖沼の環境基準は適用されないが、2か月毎に水質調査が実施されている。

## 生息する生物
コイ・ヘラブナ・ブラックバス・ブルーギル・オイカワ・アメリカザリガニ・ミドリガメなど。
1923年（大正12年）の震生湖形成から間もなく地元住民によってコイやフナなどが放流され、たびたび放流されている。1939年（昭和14年）頃には秦野自動車（現・神奈川中央交通）がコイが生息する釣り堀として借入れていた。
1982年（昭和57年）にはオオマリコケムシが初めて確認された。

## 交通
- 秦野駅から徒歩約50分[3]
- 秦野駅から路線バス（神奈川中央交通・秦15系統）「震生湖」下車。（平日1往復のみ）[3]
- 秦野中井インターチェンジより車で10分[3]

## ギャラリー

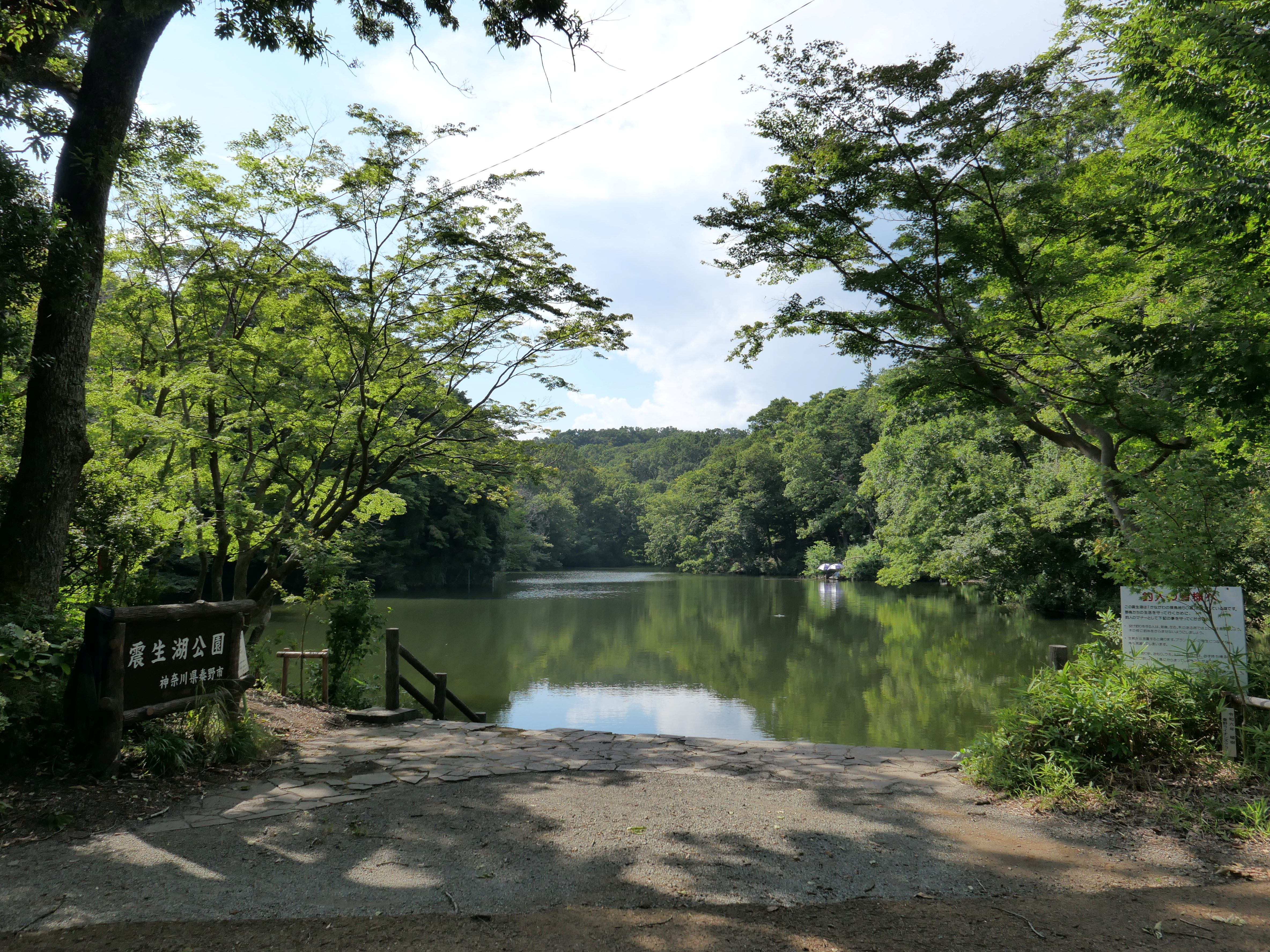
夏の震生湖、2024年8月撮影
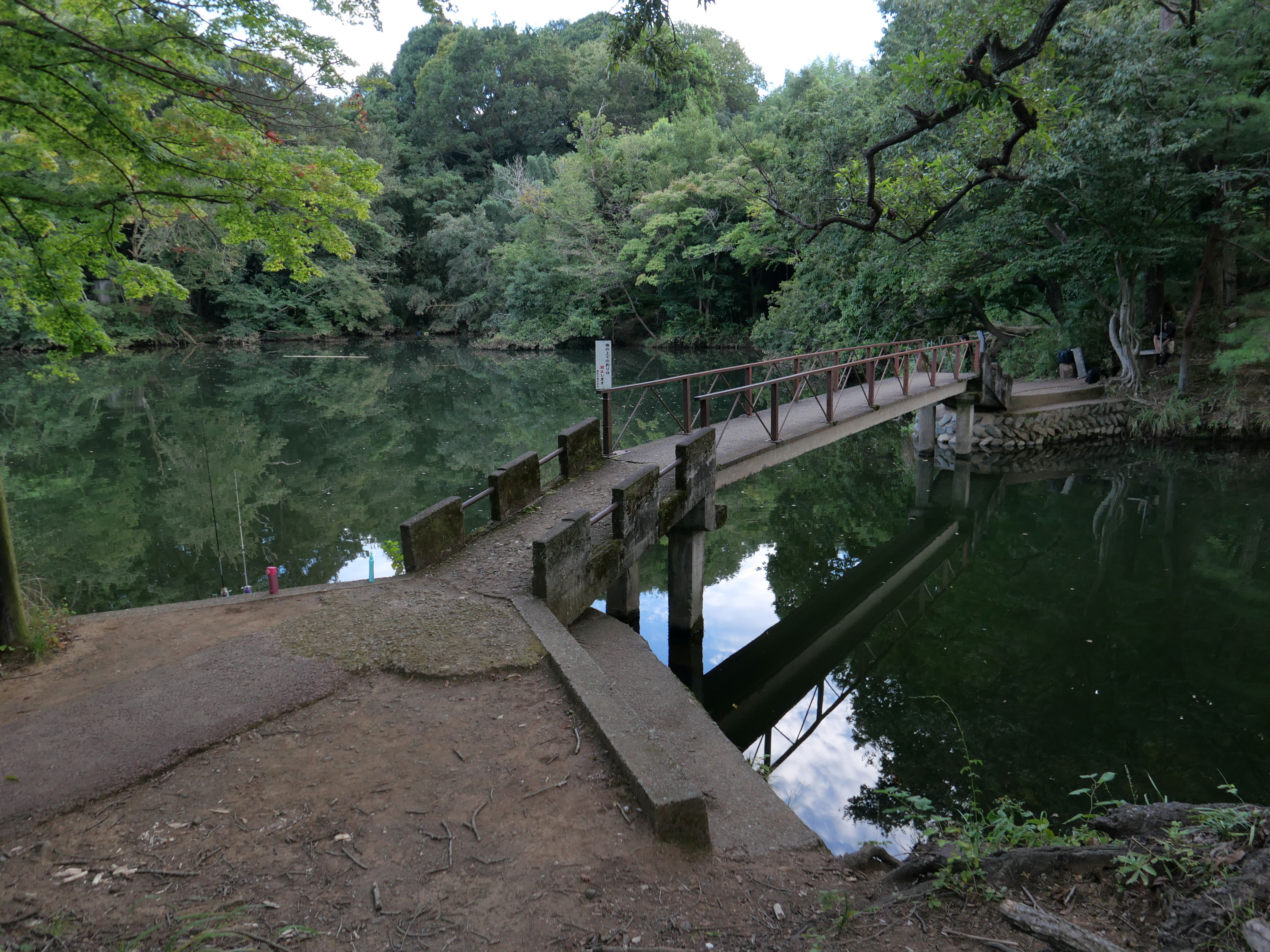
太鼓橋、2024年9月撮影
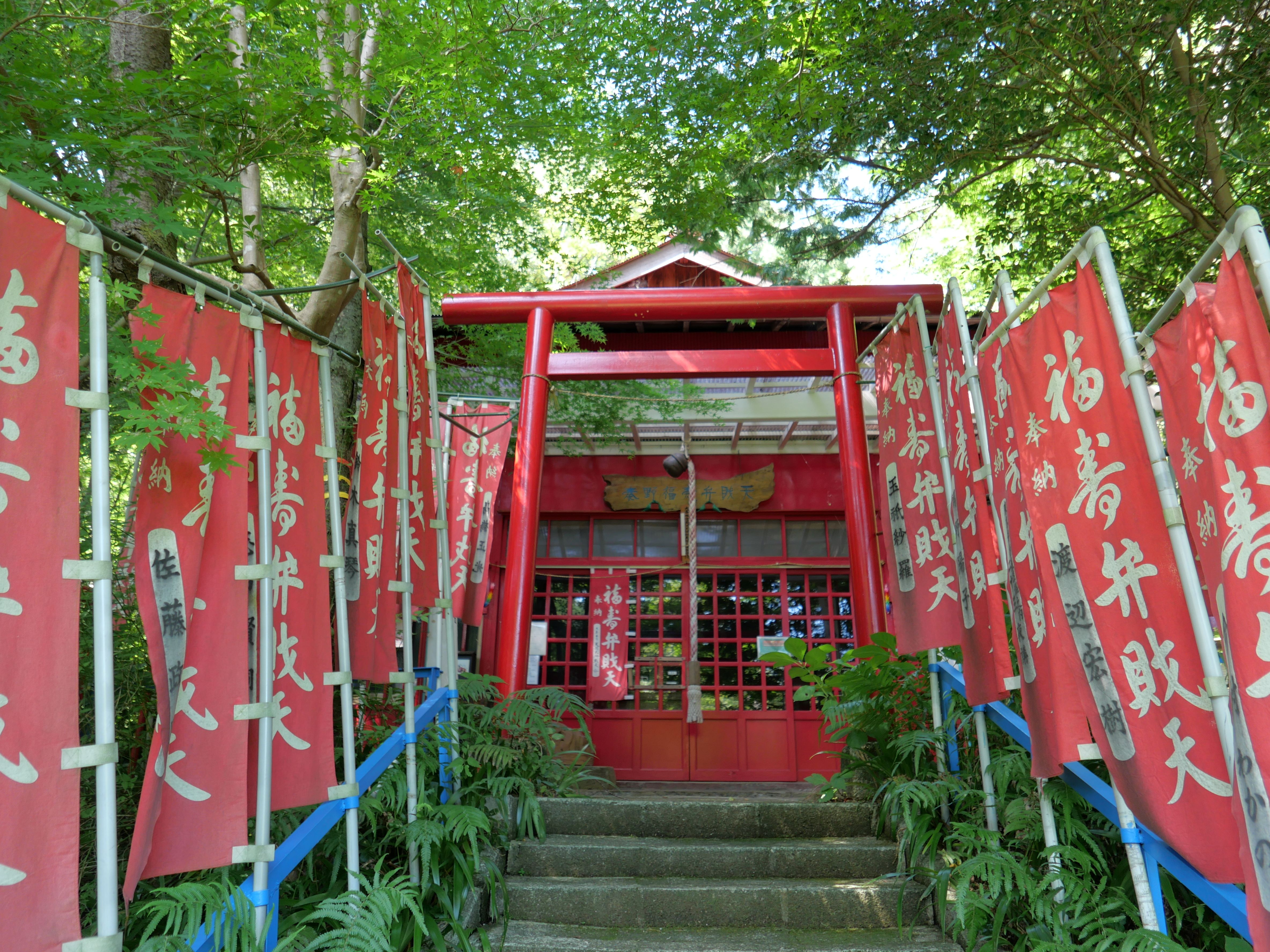
福寿弁財天、2024年8月撮影
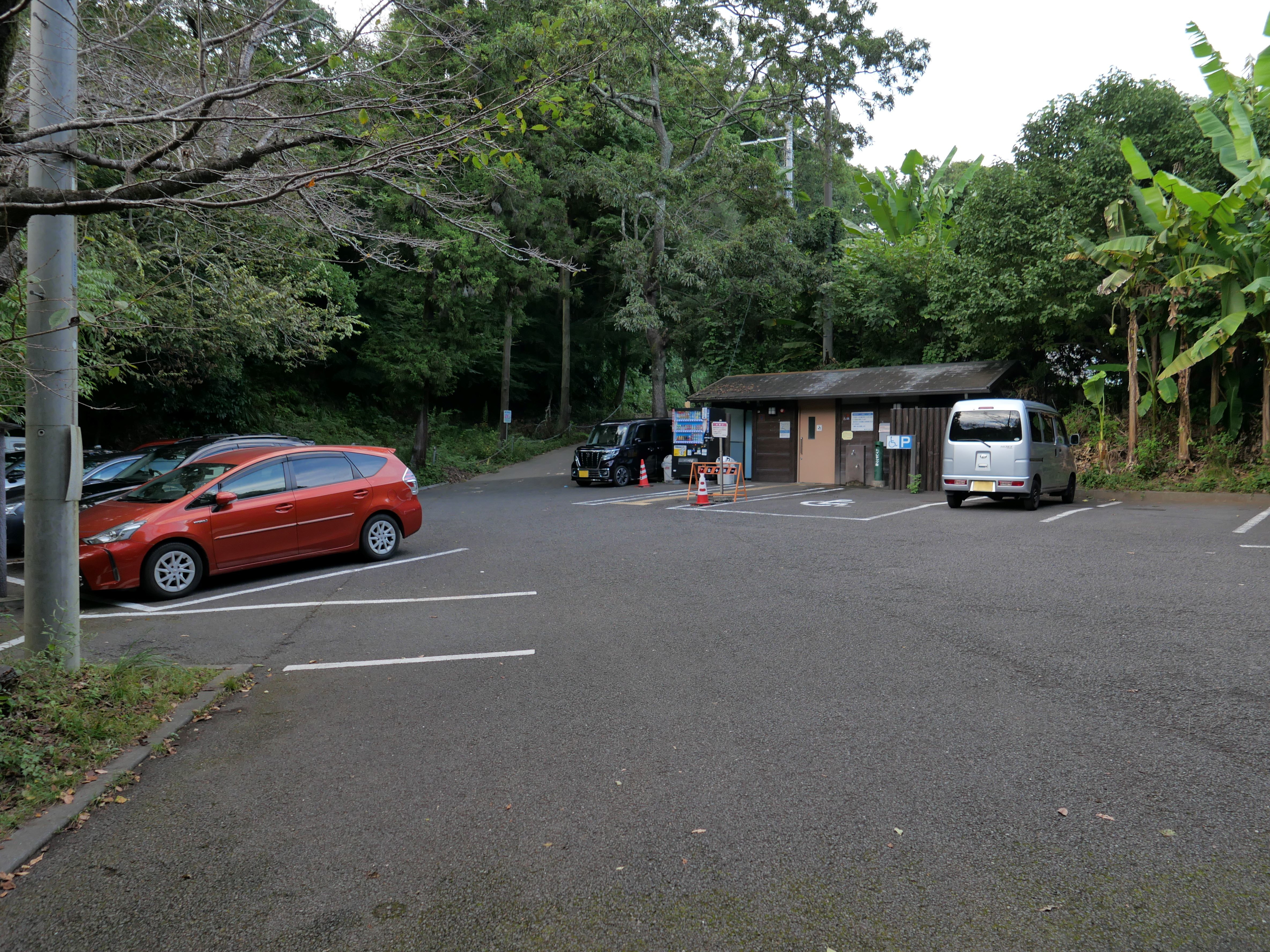
湖畔駐車場とトイレ、2024年9月撮影
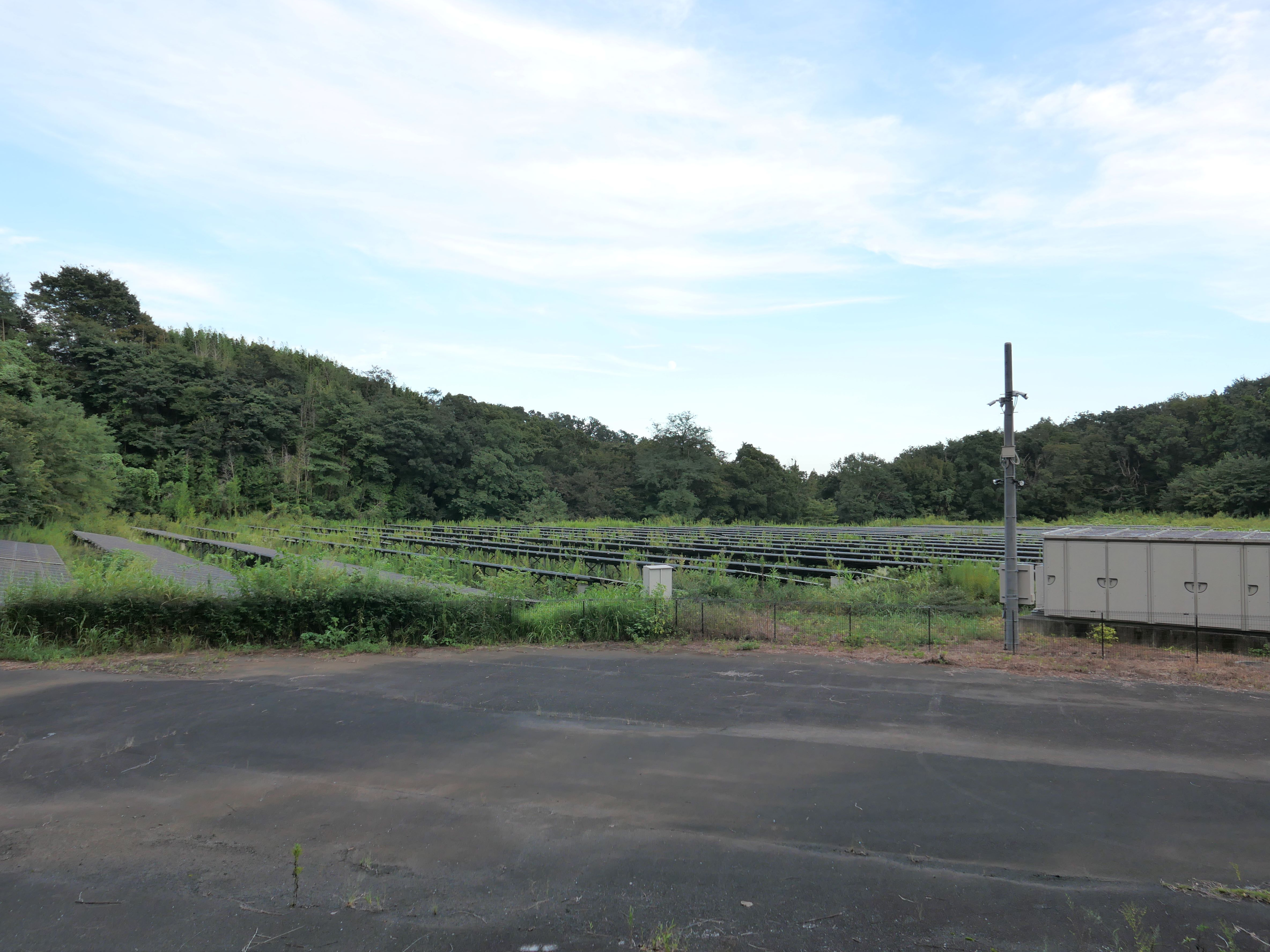
せき止め地の利用状況、2024年9月撮影
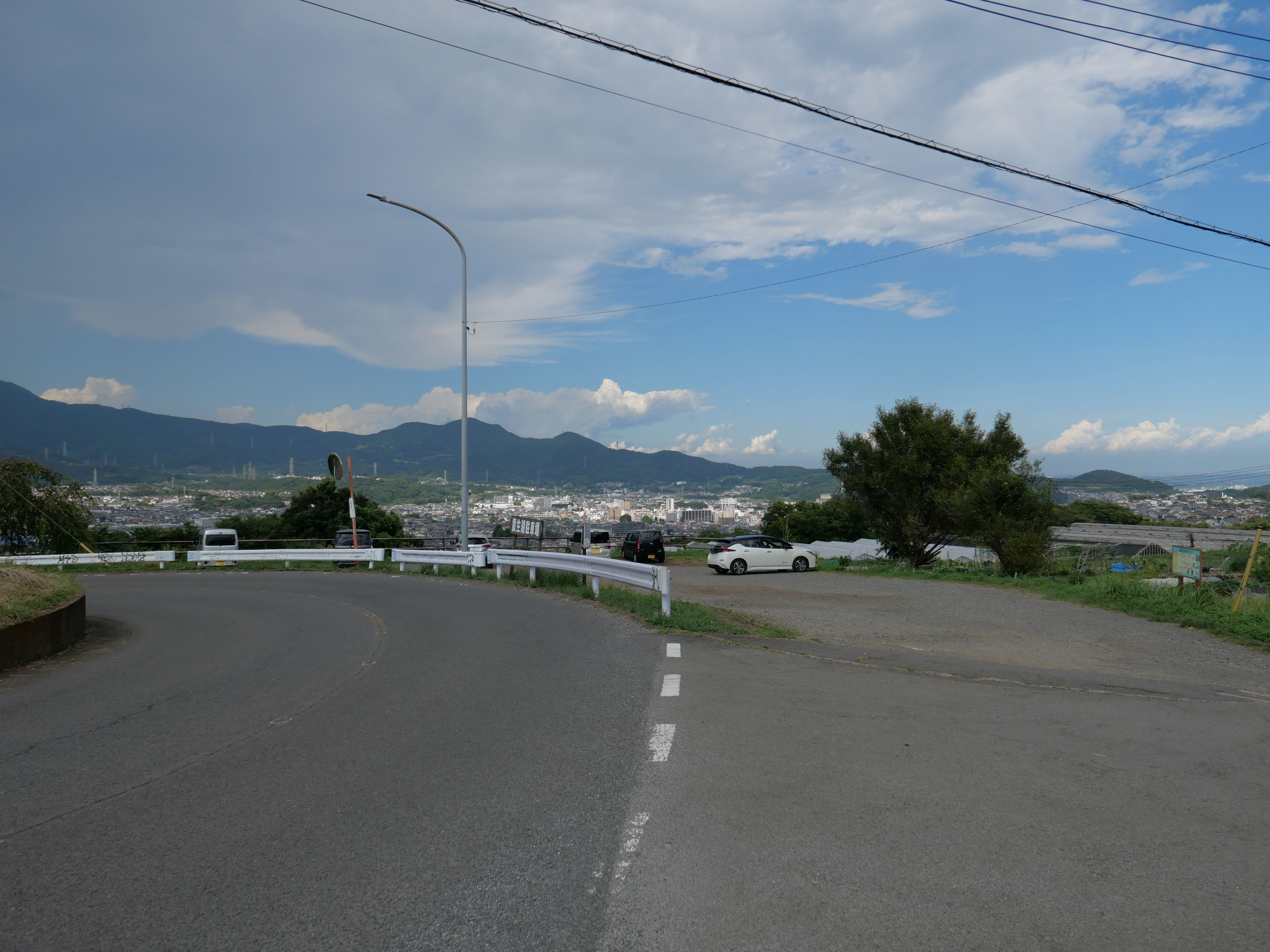
秦野市側駐車場、2024年8月撮影
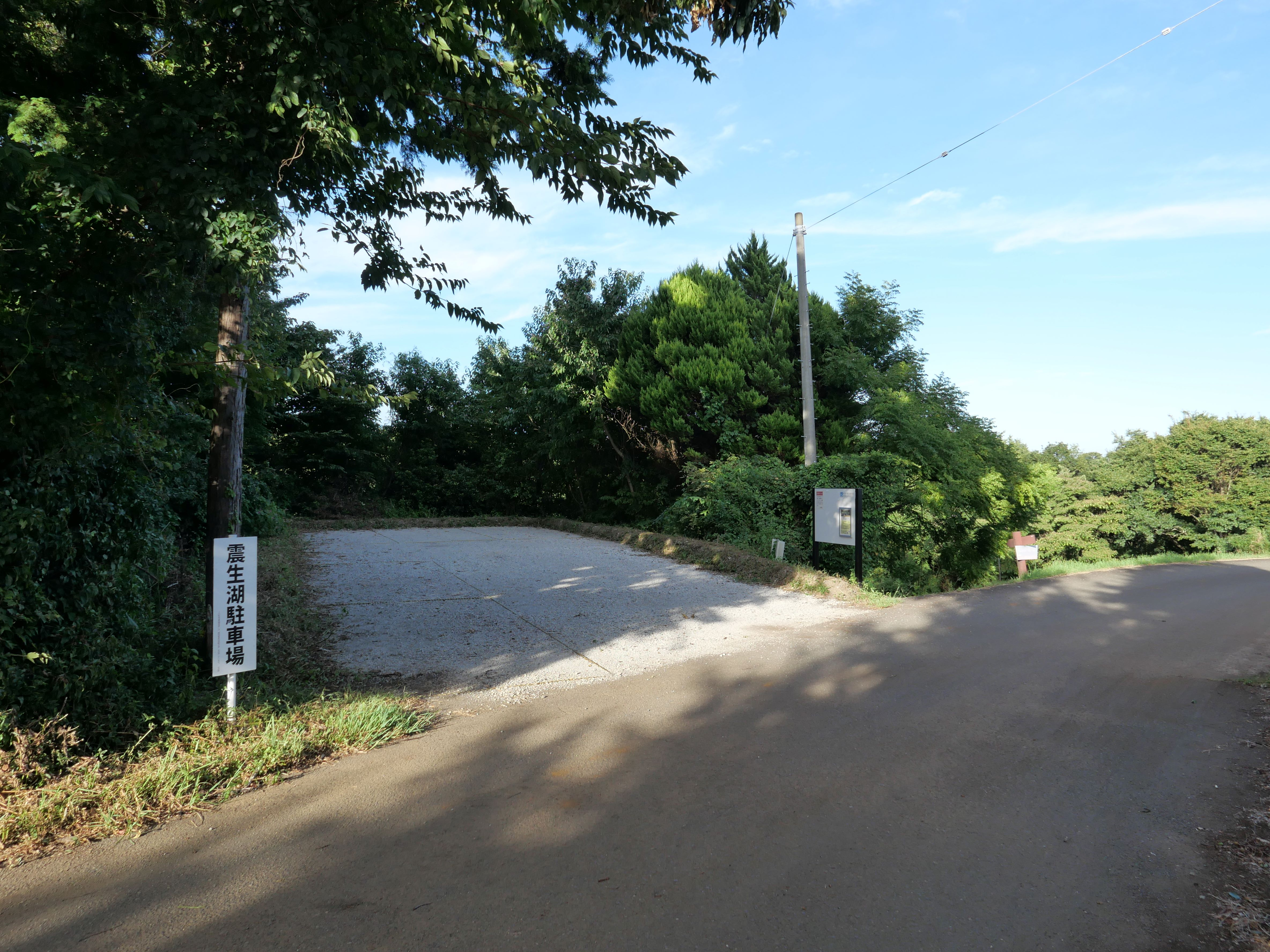
中井町側駐車場・中央を奥に下りると震生湖、2024年9月撮影
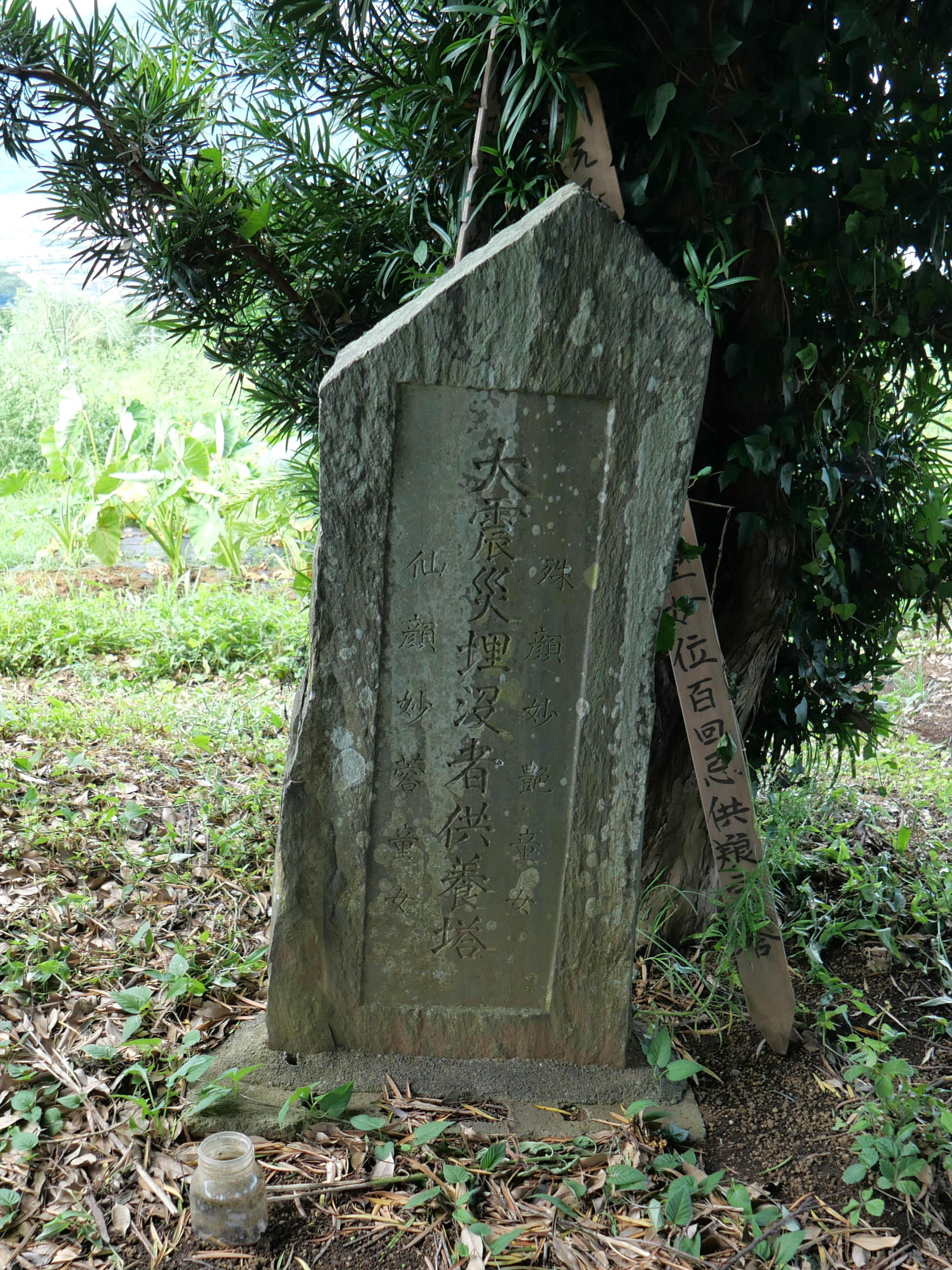
震生湖近くの峰坂にある大震災埋没者供養塔、2024年8月撮影